# 極地追擊
是一部2017年美國驚悚片，由泰勒·謝里丹執導和編劇，這也是謝里丹的導演處女作。電影由傑瑞米·雷納和伊莉莎白·歐森主演。故事敘述一名獵人和來自FBI的新人必須共同合作，追查遺棄在荒野的女屍的幕後真相。
電影於2017年1月21日在第33屆日舞影展上首映，2017年5月20日在第70屆坎城影展一種注目單元放映，最後獲得該單元的最佳導演獎，並由溫斯坦影業安排2017年8月4日在美國上映。

## 劇情
故事敘述任職於美國魚類及野生動物管理局的當地獵人柯瑞·藍伯特在風河谷印第安保護區的鑽探站六英哩外的荒涼雪地上發現了少女娜塔莉·漢森的屍體。當FBI新人女探員珍·班納前來調查時，她卻沒有對懷俄明州的寒冷天候做準備；這使得不熟悉當地的班納必須與藍伯特合作，共同深入探索這個被暴力蹂躪的未知真相。

## 演員
- 傑瑞米·雷納飾演柯瑞·藍伯特（Cory Lambert）[7]
- 伊莉莎白·歐森飾演珍·班納（Jane Banner）[8]
- 吉爾·伯明罕（英语：Gil Birmingham）飾演馬丁·漢森（Martin Hanson）[9]
- 強·柏恩瑟飾演麥特（Matt）[9]
- 茱莉亞·瓊斯（英语：Julia Jones）飾演威瑪·藍伯特（Wilma Lambert）[9]
- 凱爾賽·趙（英语：Kelsey Chow）飾演娜塔莉·漢森（Natalie Hanson）[10]
- 葛拉罕·葛林飾演班（Ben）[9]
- 馬丁·山米爾飾演奇普·漢森（Chip Hanson）[11]
- 占士·佐敦飾演皮特·麥克斯（Pete Mickens）[11]
- 艾瑞克·蘭格（英语：Eric Lange）飾演懷特赫斯特醫生（Dr. Whitehurst）[11]
- 伊恩·鮑漢（英语：Ian Bohen）飾演伊凡（Evan）[11]
- 休·狄龍飾演柯帝斯（Curtis）[11]
- 馬修·德·內格羅（英语：Matthew Del Negro）飾演狄龍（Dillon）[11]
- 泰歐·布里奧內斯（Teo Briones）飾演卡西·藍伯特（Casey Lambert）[11]
- 丹圖·卡蒂娜（英语：Tantoo Cardinal）飾演漢森夫人（Mrs. Hanson）[11]

## 製作

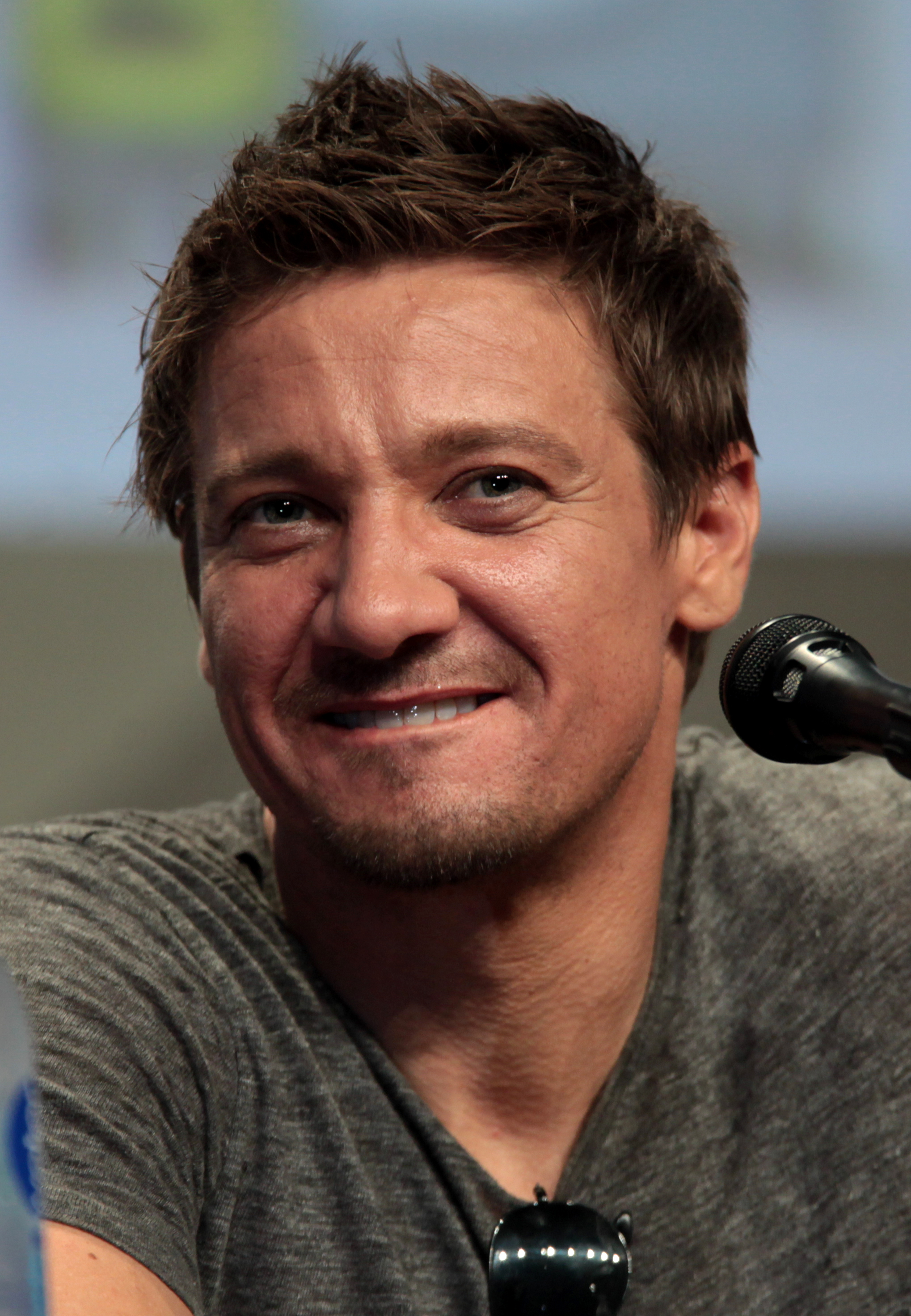
傑瑞米·雷納為取代克里斯·潘恩的人選

2015年5月，宣布克里斯·潘恩與伊莉莎白·歐森將參演電影《極地追擊》，泰勒·謝里丹也將根據自己撰寫的劇本來執導電影，這也是他的導演處女作。2016年1月，潘恩退出電影，並由傑瑞米·雷納接替。電影的故事主要描述美國魚類及野生動物管理局當地的獵人在荒野發現了一具十幾歲女性的屍體，這使得他與FBI新人探員共同追查真相；該片由雷霆之路影業製作。
電影於2016年3月31日在猶他州的帕克城開始主要攝影，演員強·柏恩瑟、葛拉罕·葛林、茱莉亞·瓊斯和吉爾·伯明罕都已加入演出。2016年4月25日，凱爾西·周確認參演。
作曲家尼克·凱夫和華倫·艾利斯則被聘來為電影配樂。

## 發行
電影最先於2017年1月21日在2017年日舞影展上首映。後於2017年5月20日在第70屆坎城影展一種注目單元放映，最後獲得該單元的最佳導演獎。電影由發行商溫斯坦影業定於2017年8月4日在美國上映。
2017年10月，基於哈维·溫斯坦性騷擾事件，宣布該片將在家庭媒體、線上串流和獎季宣傳中去除溫斯坦影業的掛名。

## 反響

### 評價
《極地追擊》所獲得的評價以正面居多，影評人將本片描述為「另一部人性化的犯罪劇，《風河谷》的這項技巧比《赴湯蹈火》和《怒火邊界》更加驚險、暴力的結局之三部曲」和「柯恩兄弟式的黑色滿足」。爛番茄根據180條評論，電影持有86%的新鮮度，平均得分7.6／10。而在Metacritic上，根據44位評論家的評論，電影獲得了73分，綜合結果為「普遍良好的評價」。
IndieWire的大衛·埃爾利希給了電影「B」的評價，他認為《風河谷》有著泰勒·謝里丹的弱點，但這也算是他的特色。

### 榮譽
| 獎項和提名列表 | 獎項和提名列表 | 獎項和提名列表         | 獎項和提名列表 | 獎項和提名列表 | 獎項和提名列表 |
| 獎項           | 日期           | 類別                   | 獲獎人／提名人 | 結果           | 參考           |
| -------------- | -------------- | ---------------------- | -------------- | -------------- | -------------- |
| 坎城影展       | 2017年5月27日  | 一種注目單元最佳影片獎 | 泰勒·謝里丹    | 提名           | [ 20 ]         |
| 坎城影展       | 2017年5月27日  | 一種注目單元最佳導演獎 | 泰勒·謝里丹    | 獲獎           | [ 20 ]         |
| 坎城影展       | 2017年5月27日  | 金攝影機獎             | 泰勒·謝里丹    | 提名           | [ 20 ]         |

## 續集
2022年11月，卡莉·斯考格蘭德簽約執導續集《極地追擊2》（Wind River: The Next Chapter）；該片由派屈克·馬賽特和約翰·辛曼編劇，馬丁·山米爾主演，2023年1月開始主要拍攝。

## 外部連結
- 互联网电影数据库（IMDb）上《極地追擊》的资料（英文）
- 爛番茄上《極地追擊》的資料（英文）
- Metacritic上《極地追擊》的資料（英文）
- AllMovie上《極地追擊》的资料（英文）
- Box Office Mojo上《極地追擊》的資料（英文）
- 開眼電影網上《極地追擊》的資料（繁體中文）
- Yahoo奇摩電影上《極地追擊》的資料（繁體中文）
- 雅虎香港電影上《極地追擊》的資料（繁體中文）
- 豆瓣电影上《極地追擊》的資料 （简体中文）
- 时光网上《極地追擊》的資料（简体中文）